# Bandafassi
Bandafassi est une localité et une commune, chef-lieu d'arrondissement dans le département de Kédougou et la région de Kédougou au Sénégal oriental.

## Géographie
La localité de Bandafassi est située à 13 km à l'ouest du chef-lieu régional Kédougou.
Les localités les plus proches sont Landieni, Patassi, Guinngara, Silakounda, Etato, Eatika, Oundoukoni et Angueniapissa.

## Administration
Bandafassi est une communauté rurale. C'est le chef-lieu de l'arrondissement de Bandafassi dans le département de Kédougou (région de Kédougou).
Deux villages de la CR portent aussi ce nom, Bandafassi Peulh et Bandafassi Tanda.

## Villages, quartiers, hameaux
Le recensement général 2023 attribue à la commune 43 villages, quartiers, hameaux  :
- Bademban (Iwol)
- H1 Guingara
- Baitilaye
- Bandafassi Peulh
- Takourou
- Santakho
- Siling
- Bandafassi Tansa
- Indar
- Silly Bassari
- Silly Peulh
- Meressi
- Boundoucondi
- Nathia
- Dar Salam 1
- Diendji Diakha
- Nianghe Bassari
- Habibou
- Ibel
- Carriere
- Damboukoye
- Itato
- Marewa
- Thiankou Malal
- Laminia
- Landé Baytil
- Landieni Peulh
- Landieny Tanda
- Nianghé
- Sinthiou Sitelly
- Patassy
- Carrefour Ndiaye Praya
- Samécouta
- Doutading
- Sinthiou Roudji
- Syllacounda Diakha
- Taifa
- Syllacounda Peulh
- Thiabedji
- Thiokethian
- Bitelaire
- Dar Salam 2
- Madina Virage Taibatou

## Population

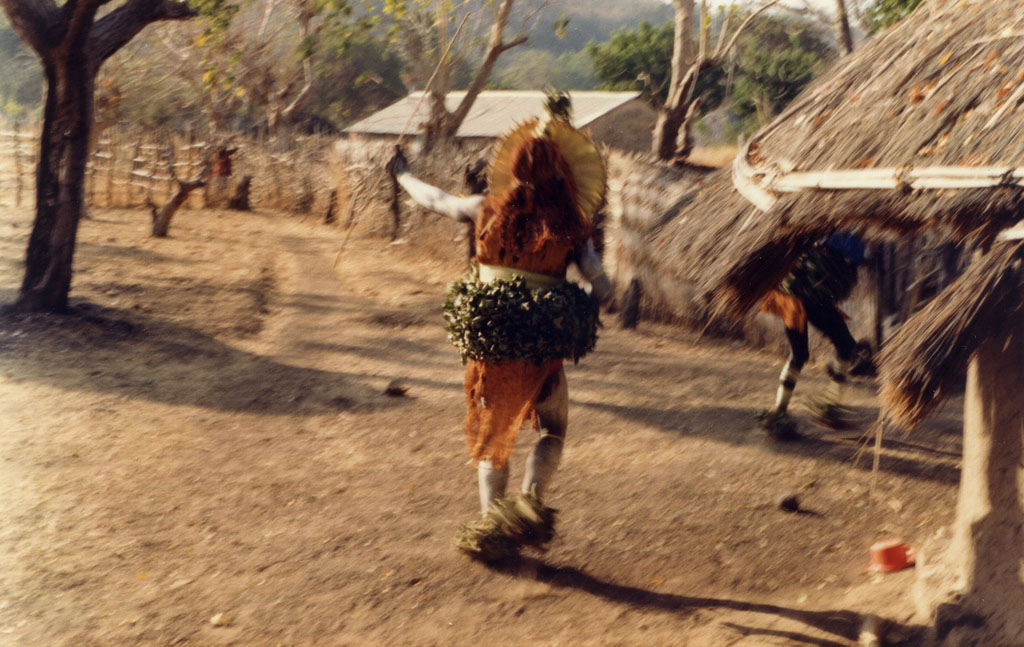
Danseur masqué lors d'une cérémonie d'initiation des jeunes filles en 1982

La communauté rurale se trouve en pays bédik, d'où le nom de Bandafassi Tanda (= tenda, c'est-à-dire bédik), mais une partie de la population est d'origine peul, d'où le nom de Bandafassi Peulh. La population est divisée en trois groupes ethniques vivant dans des villages distincts. Ce sont, dans l'ordre historique d'implantation dans la zone, les Bédik (28 % de la population), les Malinkés (16 %) et les Peuls (57%), selon une étude réalisée en 1971-1991. 
Lors du recensement de 2023, la population communale est relevée à 15 840 habitants.

## Activités économiques
On trouve à Bandafassi un important gisement de marbre, de haute qualité ornementale, dont les réserves sont estimées à 4 320 millions de tonnes.
En 2002, un Festival des ethnies minoritaires au Sénégal a été créé à Bandafassi.

### Domaine agricole communautaire
C’est entre les collines de Bandafassi et les chutes de Dindéfelo que le domaine agricole communautaire (DAC) d’Itato est sorti de terre, avec la première station piscicole du Sénégal. Le maraîchage complète la chaîne de production sur une superficie de plus de dix hectares. Itato se trouve dans la région de Kédougou. Ce domaine agricole communautaire dispose d’une délibération sur mille (1.000) hectares votée par le conseil communal de Bandafassi. Les activités ont démarré en 2014, et les populations savourent désormais les récoltes de poisson vendues sur le marché.

## Jumelages et partenariats
Depuis 2023, la commune développe un projet de coopération décentralisée avec 7 communes françaises (73 : Valgelon-La Rochette, le Chapelle Blanche et Porte de Savoie - 38 : Le Cheylas (chef de fil), Saint-Maximin, Barraux, Crêts en Belledonne) dont l'association ARCADE une terre pour vivre est le maitre d’œuvre délégué.